# صفحه عریض
صفحه عریض یا پرده‌عریض می‌تواند یک فیلم یا نمایشگر کامپیوتر یا یک تلویزیون باشد که نسبت ارتفاع آن بیشتر از صفحات معمولی است. این صفحات در دوران آغاز سینمای کلاسیک هالیوود ساخته شد. در آن زمان فیلم‌ها در صفحاتی با پهنای ۴ واحد و درازای ۳ واحد طرح ریزی شدند . این صفحات را اغلب ۴:۳ یا ۱.۳۳:۱ بیان می‌کنند.